# اون یه نفر منم
«اون یه نفر منم» تک‌آهنگی از هنرمند اهل اسپانیا انریکه ایگلسیاس است که در سال ۲۰۰۷ میلادی منتشر شد.